# Kerosin95
Kerosin95 (bürgerlich Kem Kolleritsch, geboren 1995) ist eine österreichische nichtbinäre Person, die mit Rap, Gesang und Schlagzeugspiel bekannt wurde.

## Leben
Kerosin95 gründete 2014 die Band Kaiko zusammen mit der Zwillingsschwester Ines Kolleritsch, Georg Schober, Philipp Maier und Thomas Gieferl. Von 2015 bis zur Auflösung 2019 fanden Auftritte und Aufnahmen als Mitglied der Gruppe James Choice & The Bad Decisions statt. Im Jahr 2019 erfolgte die Gründung der Band My Ugly Clementine mit Sophie Lindinger, Mira Lu Kovacs und Nastasja Ronck. In der Band spielte Kolleritsch Schlagzeug und sang. Zu den weiteren musikalischen Aktivitäten gehörte das Schlagzeugspielen in der Liveband von Mira Lu Kovacs. Im selben Jahr komponierte Kolleritsch zusammen mit Paul Plut die Musik zur Uraufführung Haummas net sche? der Theaterregisseurin Sara Ostertag. Darüber hinaus erschien die erste Single des Rap-Soloprojekts Kerosin95 Außen Hart Innen Flauschig. 2021 wurde das Debütalbum Volume 1 über Ink Music veröffentlicht. Ein Jahr später verließ Kolleritsch My Ugly Clementine.

## Diskografie
- 2021: Volume 1 (Album; Ink Music)
- 2022: Trans Agenda Dynastie (EP; Ink Music)
- 2025: Coming Out (Album; Self-Published)

## Nominierungen
Amadeus Austrian Music Awards
- 2020: in der Kategorie „FM4 Award“[11]
- 2022: in der Kategorie „HipHop / Urban“[12]
- 2023: in der Kategorie „FM4 Award“[13]